# Powerade
Powerade är ett varumärke för sportdryck, som ägs av Coca-Cola Company. Powerade finns i tre olika smaker: Mountain Blast (blå) (original), Passionsfrukt (gul) och Citrus Lime (vit). Varumärket introducerades på den amerikanska marknaden år 1988. Powerade lanserades i Sverige år 2001. Powerade är också en utvecklad version av 1980-talets Gatorade som är en sportdryck från Florida, USA.